# Девісон (округ, Південна Дакота)
Шаблон:StateAbbr_ 43°41′ пн. ш. 98°10′ зх. д. / 43.68° пн. ш. 98.16° зх. д.
Округ  Девісон (англ. Davison County) — округ (графство) у штаті  Південна Дакота, США. Ідентифікатор округу 46035.

## Історія
Округ утворений 1874 року.

## Демографія
За даними перепису 
2000 року 
загальне населення округу становило 18741 осіб, зокрема міського населення було 14525, а сільського — 4216.
Серед мешканців округу чоловіків було 9087, а жінок — 9654. В окрузі було 7585 домогосподарств, 4773 родин, які мешкали в 8093 будинках.
Середній розмір родини становив 3.
Віковий розподіл населення поданий у таблиці:
| Стать    | До 15 років | 15-21 | 22-29 | 30-39 | 40-49 | 50-65 | 65-85 | Понад 85 |
| -------- | ----------- | ----- | ----- | ----- | ----- | ----- | ----- | -------- |
| Чоловіки | 1969        | 1206  | 986   | 1212  | 1358  | 1208  | 1021  | 127      |
| Жінки    | 1891        | 1164  | 865   | 1150  | 1387  | 1303  | 1518  | 376      |

## Суміжні округи
- Сенборн — північ
- Генсон — схід
- Гатчинсон — південний схід
- Дуглас — південний захід
- Орора — захід

## Виноски
1. ↑  US Decennial Census. US Census Bureau. Архів оригіналу за 26 квітня 2015. Процитовано 24 березня 2015.
2. ↑  Historical Census Browser. University of Virginia Library. Архів оригіналу за 16 серпня 2012. Процитовано 24 березня 2015.
3. ↑  Forstall, Richard L., ред. (27 березня 1995). Population of Counties by Decennial Census: 1900 to 1990. US Census Bureau. Архів оригіналу за 28 грудня 2008. Процитовано 24 березня 2015.
4. ↑  Census 2000 PHC-T-4. Ranking Tables for Counties: 1990 and 2000 (PDF). US Census Bureau. 2 квітня 2001. Архів оригіналу (PDF) за 18 грудня 2014. Процитовано 24 березня 2015.
5. ↑  State & County QuickFacts. US Census Bureau. Архів оригіналу за 28 липня 2011. Процитовано 25 листопада 2013.(англ.) Наведено за англійською вікіпедією.
6. ↑  American FactFinder. Бюро перепису населення США. Архів оригіналу за 21 травня 2008. Процитовано 31 січня 2008.

| США | Це незавершена стаття з географії США. Ви можете допомогти проєкту, виправивши або дописавши її. |